# Denel Rooivalk
Denel Rooivalk (tên trước đó AH-2 và CSH-2) là trực thăng chiến đấu được chế tạo bởi Denel Aviation của Nam Phi. Rooivalk trong tiếng Afrikaans nghĩa là "Chim cắt Đỏ". Mẫu trực thăng này được phát triển lần đầu vào năm 1984 bởi Tập đoàn Máy bay Atlas, sự phát triển của nó có liên kết chặt chẽ với trực thăng vận tải Atlas Oryx, cả hai đều dựa trên mẫu Aérospatiale SA 330 Puma và bắt đầu phát triển cùng thời điểm.

## Quốc gia sử dụng
Nam Phi
- Không quân Nam Phi - 11[4]
  - Phi đội 16[5]

## Thông số kỹ thuật

### Đặc điểm chung
- Phi hành đoàn: 2
- Chiều dài: 18.73 m (61 ft 5+1⁄2 in)[6]
- Đường kính cánh quạt: 15.58 m (51 ft 1+1⁄2 in)
- Chiều cao: 5.19 m (17 ft 0¼ in)
- Diện tích cánh: 190.60 m²
- Trọng lượng rỗng: 5,730 kg (12,362 Ib)
- Tải trọng 7,500 kg (16,535 Ib)
- Trọng lượng khi cất cánh: 8,750 kg (19,290 Ib)
- Dung tích nhiên liệu: 1,854 L (489.8 gallons Mỹ)
- Động cơ: 2 x Động cơ tuốc bin khí Turbomeca Makila 1K2, mỗi cái công suất 1,420 kW (1,904 shp)

### Hiệu suất
- Vận tốc cực đại: 309 km/h (167 knots, 193 mph)
- Vận tốc hành trình: 278 km/h (150 knots, 173 mph) ở mực nước biển
- Tầm bay: 740 km (380 nmi, 437 mi) ở mực nước biển
- Trần bay: 6,100 m (20,000 ft)
- Tốc độ cất cánh: 13.3 m/s (2,620 ft/phút)

### Trang bị
- 1 × Pháo 20 mm F2, 700 viên[7]
- 8 hoặc 16 × Tên lửa điều khiển chống tăng tầm xa Mokopa ZT-6,
- 4 × Tên lửa không đối không MBDA Mistral,
- 38 hoặc 76 × rocket 70 mm (FFAR) hoặc FZ90 70mm WA)[8]